# Серов, Анатолий Константинович
Анато́лий Константи́нович Серо́в (20 марта [2 апреля] 1910, Воронцовский рудник, Пермская губерния, Российская империя — 11 мая 1939, дер. Высокое, Рязанская область, СССР) — советский военный деятель, комбриг (1939). Один из самых популярных советских военных лётчиков 1930-х годов. Признанный мастер высшего пилотажа и организатор собственной пилотажной группы. Участник гражданской войны в Испании.
В Рабоче-крестьянской Красной Армии с 15 мая 1929 года. Пройдя лётную подготовку, с декабря 1931 года служил в строевых частях Военно-воздушных сил Красной Армии. В мае 1936 года перешёл на лётно-испытательную работу в Научно-испытательный институт ВВС РККА.
С мая 1937 года по январь 1938 года под именем Родриго Матео принимал участие в гражданской войне в Испании. Сражаясь на стороне республиканцев на Центральном и Арагонском фронтах, прошёл путь от рядового лётчика до командира истребительной авиагруппы. На истребителе И-15 произвёл более 180 боевых вылетов, в 38 воздушных боях сбил 15 самолётов противника (8 лично и 7 в составе группы).
За время участия в боевых действиях ввёл в практику воздушных боёв ряд новшеств, разработал и успешно применил тактику перехвата вражеских ночных бомбардировщиков, доказал возможность эффективной штурмовки наземных целей истребителями. По ходатайству правительства Испанской Республики за личное мужество и героизм, проявленные при исполнении интернационального долга, старшему лейтенанту Серову Анатолию Константиновичу указом Президиума Верховного Совета СССР от 2 марта 1938 года было присвоено звание Героя Советского Союза.
После возвращения в СССР был назначен начальником Главной лётной инспекции ВВС РККА. С июня 1938 года также входил в состав Совета по авиации при Наркомате обороны СССР. Уделял большое внимание перевооружению авиационных частей и переобучению лётного состава, участвовал в разработке концепции перспективного истребителя нового поколения.
Погиб в авиационной катастрофе 11 мая 1939 года при выполнении учебного полёта вместе с Героем Советского Союза майором П. Д. Осипенко. Похоронен в Кремлёвской стене.
Почётный гражданин города Серова (1979).

## Биография

### Происхождение
Анатолий Константинович Серов родился 2 апреля (20 марта — по старому стилю) 1910 года в рабочем посёлке Воронцовского медного рудника Турьинской волости Верхотурского уезда Пермской губернии Российской империи (ныне посёлок Воронцовка городского округа Краснотурьинск Свердловской области России) вторым ребёнком в семье горного мастера (штейгера) Константина Терентьевича и домохозяйки Любови Фроловны Серовых. Русский.
Происходил Анатолий Серов из семьи потомственных шахтёров-рудокопов. Его дед, Терентий Семёнович, с девяти лет работал в забое на Фроловском медном руднике (посёлок Фроловские Самосуды). Терентий Серов мечтал дать своим детям образование, но тяжёлая работа подорвала его здоровье. В тридцать три года он умер от ревматизма, оставив свою жену Евдокию Максимовну с пятью детьми на руках. Вдова шахтёра, а затем и старшие дети вынуждены были пойти работать на рудник, но помня завет мужа и отца, младшего Костю решили выучить.
Константин Терентьевич получил начальное образование в народной школе, а затем, по протекции управляющего Богословским горным округом А. А. Ауэрбаха, бесплатно был принят в Турьинское горное училище, которое успешно окончил в 1899 году. Работал штейгером на железном Северо-Песчанском руднике.

Анатолий Серов и его семья

Мать Анатолия — Любовь Фроловна Серова (в девичестве Платонова) также происходила из шахтёрской семьи (её отец был горным десятником). Она родила и воспитала шестерых детей — Ксению (1906—1988), Анатолия (1910—1939), Евгения (1912—1996), Агнию (1915 г.р.), Надежду (1920 г.р.) и Маргариту (1925 г.р.).
Двоюродный брат, Анатолий Иванович Серов (1912—1942), также стал военным лётчиком. За отличие в Зимней войне был награждён орденом Красной Звезды. Во время Великой Отечественной войны в составе 31-го (4-го гвардейского) пикирующего бомбардировочного авиационного полка защищал Ленинград. Был отмечен орденами Ленина и Красного Знамени. Гвардии капитан А. И. Серов погиб в воздушном бою 21 сентября 1942 года у деревни Бабино Волховского района Ленинградской области. Похоронен в городе Новая Ладога.

### Детство
На Воронцовке прошли только первые четыре года жизни Анатолия Серова. Его отец, Константин Терентьевич, хотя и был мастером, но оставался выходцем из простого народа, и во время трудовых споров и конфликтов на руднике, как правило, становился на сторону рабочих. Его считали неблагонадёжным. Поэтому когда началась Первая мировая война, а заводы и рудники Богословского горного округа были переведены на военное положение, Константина Серова решили отправить в самую глушь, на Покровский рудник, который находился у отрогов Уральских гор. В сентябре 1914 года Серовы переехали в Покровку.
В посёлке рудокопов найти занятие по душе маленькому Анатолию было непросто. Интереснее было проводить время с отцом, который, стремясь развить интерес сына к горному делу, часто брал его с собой на рудник. Любознательный ребёнок живо интересовался машинами и механизмами, особенно паровозом. По выходным отец с сыном ходили за грибами и ягодами в район Кумбы или мордами ловили хариуса на Колонге. То, что Анатолий с отцом добывали своими руками, было большим подспорьем для семьи в условиях, когда продукты постоянно дорожали, а зарплата рабочих и техников оставалась прежней.

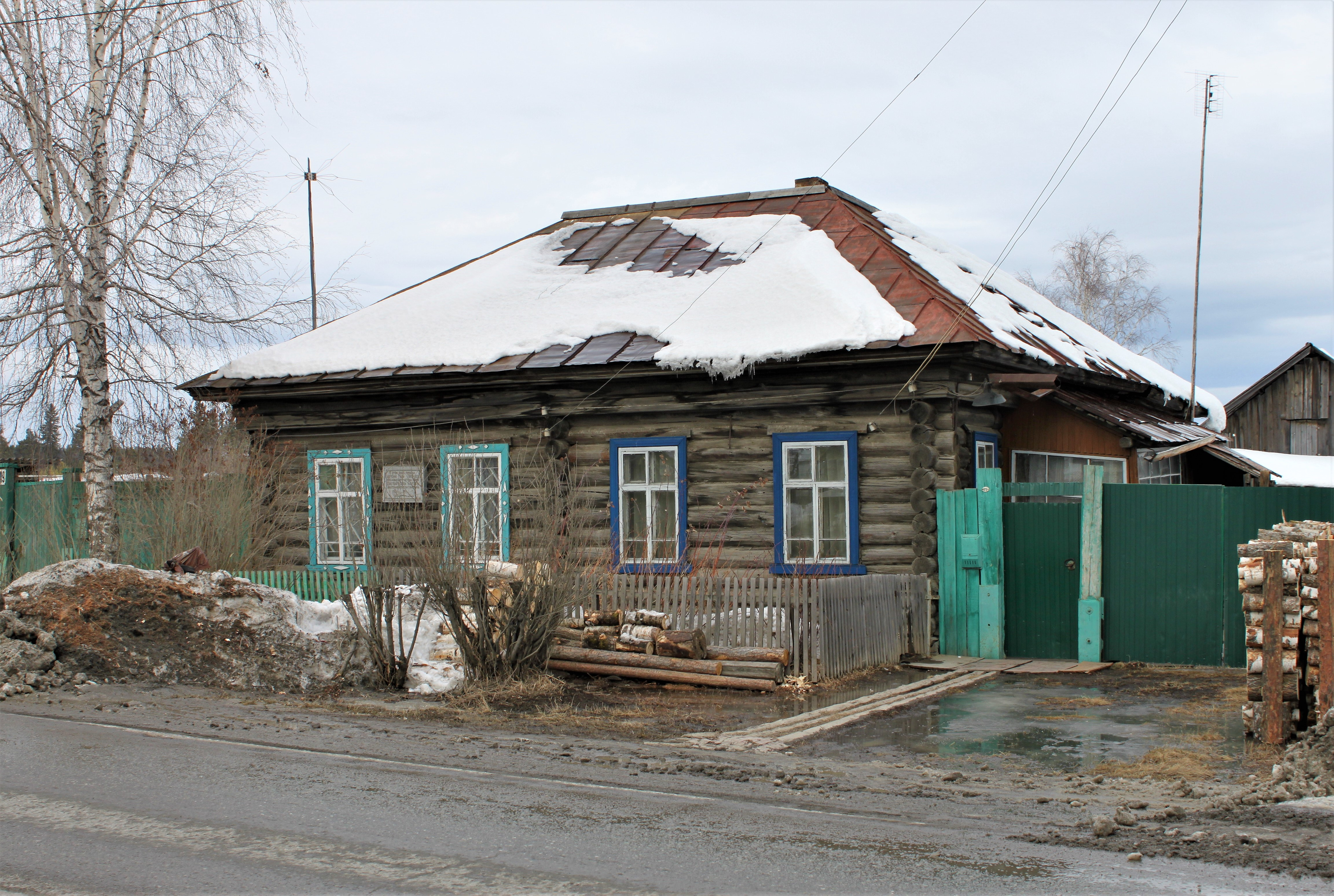
Дом семьи Серовых в Богословске

Осенью 1917 года к власти в стране пришли большевики, и 7 (20) декабря декретом В. И. Ленина Богословский горный округ был национализирован. Многие инженерно-технические работники отказались сотрудничать с новыми властями, а некоторые и вовсе занимались откровенным саботажем. Инженеры и техники, пользовавшиеся доверием рабочих комитетов, были наперечёт. К числу таких относился штейгер Серов. Константину Терентьевичу предложили возглавить Богословские каменоломни, и в августе 1918 года семья Серовых переехала в посёлок Богословск, по тем временам крупный населённый пункт, столицу Богословского горного округа и всего Северного Урала.
Анатолию уже исполнилось восемь лет, и он собирался идти в школу, но осенью 1918 года в Богословск вошёл отряд колчаковцев. Деятельность учреждений и предприятий посёлка была парализована. Лишь когда летом 1919 года под напором Красной Армии белогвардейцы откатились на восток, Серов смог сесть за школьную парту. Учился он по-разному: то с жадностью набрасывался на учебники, то охладевал к учёбе, начинал пропускать уроки. Но уже тогда Серову было присуще желание всегда и во всём быть первым. К экзаменам подросток подтягивался, и все испытания проходил успешно. В 1923 году Анатолий переболел тифом. Из-за болезни он долго не посещал школу, что грозило ему оставлением на второй год. Но одноклассники помогли ему наверстать упущенное, и переходные экзамены в школу следующей ступени он выдержал, а 1 мая 1923 года ученика 4 класса А. К. Серова приняли в пионеры.
В богословский период жизни началось становление А. К. Серова как лётчика. Как-то на уроке истории учительница рассказала школьникам о ряжском стрельце Иване Серове, который в 1699 году сделал «крылья из крыльев голубей великие» и смог подняться над землёй «аршин на семь». Считая стрельца своим дальним родственником, Анатолий решил повторить его опыт: выкроил крылья из старой ткани, натянул их на деревянную раму и прыгнул с ними с крыши бани своего дома. Почти месяц пролежал с вывихом ноги. За это время сделал гигантского воздушного змея, на котором рассчитывал взлететь в небо, но подъёмной силы конструкции оказалось недостаточно, чтобы поднять в воздух двенадцатилетнего подростка. Неудачи с полётом заставили Анатолия глубже погрузиться в теорию воздухоплавания. У отца хранилось много старых технических журналов. В них он нашёл схемы и изображения воздушного шара, фотографии самолётов и рассказы о подвигах первых российских лётчиков — С. И. Уточкина, Б. В. Матыевич-Мацеевича, П. Н. Нестерова. Из прочитанного подросток понял, что для того, чтобы стать лётчиком, нужно хорошо учиться и иметь хорошую физическую подготовку. С того времени мечта стать пилотом уже не покидала Серова, но реализовать её в российской глубинке, где и самолёт-то был большой редкостью, было практически невозможно.
Летом 1923 года Анатолий Серов окончил Богословскую школу I ступени. Учёбу ему пришлось продолжить в Турьинских рудниках, где была школа-семилетка. Жил Анатолий у бабушки по материнской линии — Пелагеи Денисовны Платоновой. В Турьинских рудниках Серов проучился два неполных учебных года. В 1925 году Константину Терентьевичу предложили работу на Надеждинском металлургическом заводе, и вся семья Серовых переехала в Надеждинск.

### В Надеждинске

Анатолий Серов (во втором ряду третий справа) среди комсомольского актива Надеждинска. 1927 год

В Надеждинске перед Анатолием Серовым встал вопрос — продолжить ли обучение в школе или пойти учиться в фабзавуч. Серов выбрал школу фабрично-заводского ученичества при Надеждинском металлургическом заводе, где можно было не только завершить среднее образование, но и получить рабочую профессию.
В 1926 году Анатолия приняли в комсомол. Он быстро вошёл в актив комсомольской организации учебного заведения, был избран в её бюро. Серову поручили работу с молодёжью, а в городском клубе он возглавил участок физкультуры и спорта. При деятельном участии комсомольца Серова в Надеждинске появились новый стадион, плавательная и лыжная станции.
Практику на металлургическом заводе Анатолий проходил в бригаде лучшего сталевара завода Ивана Алексеевича Кучина. Был сначала третьим подручным сталевара, затем вторым.
Серов был склонен к полноте, и чтобы не быть объектом насмешек со стороны более старших фэзэушников и молодых рабочих, он вынужден был изнурять себя физическими нагрузками. Стремясь сбросить лишние килограммы, он стал бегать на лыжах, постоянно увеличивая дистанцию, пока не стал доходить до Ауэрбаховского рудника. Вскоре шестидесятикилометровый лыжный марафон стал обязательным для Анатолия. Регулярные занятия сделали его одним из лучших лыжников Надеждинска и Свердловского округа. Серову удалось собрать вокруг себя большую команду единомышленников, таких же увлечённых лыжными походами. Чтобы сочетать увлечение спортом с общественной работой, физкультурники по предложению парткома завода стали устраивать еженедельные культурно-просветительные лыжные походы по району. Набив рюкзаки свежими газетами, книгами и журналами, лыжники шли по окрестным деревням и посёлкам, где вели агитационную работу, читали лекции, организовывали молодёжный досуг.

Лыжная команда, одержавшая победу во Всесоюзном звёздно-лыжном пробеге в 1928 году. В первом ряду слева первый — В. Недосекин. Во втором ряду стоит второй справа — А. Серов

Зимой 1928 года Анатолия Серова включили в состав сборной лыжной команды Надеждинска, которой предстояло участвовать в военизированном походе по маршруту Надеждинск — Свердловск. Этот поход являлся отборочным соревнованием на Всесоюзный лыжный пробег с финишем в ближнем Подмосковье, проводившийся в рамках Первой Всесоюзной спартакиады. Капитаном команды был Виктор Недосекин, но, по его собственному признанию, тянул весь пробег Серов.

Когда ты тянешься за вторым или третьим, — вспоминал капитан команды, — тебе не надо думать о пути, ты ничего не видишь, кроме лыж, за которыми идёшь. А когда ты первый и ведёшь команду, то должен пробивать дорогу, прокладывать лыжню. Так вот Серов большую часть пути шёл лидером да ещё подбадривал тех, кто сдавал. Мы поражались его силе и выносливости, хотя сами были не последними спортсменами среди уральских спортсменов.
Несмотря на суровые погодные условия (температура воздуха в некоторые дни опускалась до — 47-48°С) команда из Надеждинска пришла первой и стала ядром Свердловской окружной команды. Усиленные тремя лыжниками из Нижнего Тагила и Асбеста, надеждинские спортсмены отправились в Ярославль, откуда стартовали 1 февраля в рамках главного лыжного пробега. За двое с небольшим суток они прошли 270 километров и ранним утром 3 февраля финишировали в подмосковном Пушкино на пять часов ранее контрольного времени. По итогам соревнований команда Свердловского округа заняла первое место по скорости прохождения дистанции, и разделила первое место по дальности маршрута со спортсменами из Архангельской губернии. В следующем 1929 году Серов стал серебряным призёром Уральской области в военизированной лыжной гонке на 20 километров.

Проходная Серовского металлургического завода, в 1939—2016 годах носившего имя А. К. Серова

Лыжные походы были не единственным спортивным увлечением Анатолия Серова. Он являлся организатором в Надеждинске секции конно-лыжного спорта. Летом занимался бегом и теннисом, входил в состав городской команды по футболу. Серов стремился быть лучшим не только в спорте, но и по профессии. Если что-то не получалось, он всё равно добивался цели за счёт упорства и работоспособности. Старожилы завода рассказывали, что Серов лучше других подручных кидал чугунные чушки в мартеновскую печь, а вот точно забрасывать на нужные участки подины магнезитовый порошок во время заправки печи у него получалось недостаточно хорошо. Тогда во время обеденного перерыва он стал тренироваться во дворе цеха — рисовал углём круг на стене и кидал в него лопатой снег с различных дистанций. Коллеги сначала подшучивали над ним, но только до тех пор, пока он не стал лучшим и в этой операции. После этого по методу Серова стали тренироваться и другие подручные.
Стремление быть лучшим в профессии объяснялось не только особенностью характера Серова. Для молодого рабочего это был единственный шанс осуществить свою детскую мечту — стать лётчиком. В то время авиация, как отдельный вид вооружённых сил, находилась в начальной стадии становления, и в школы пилотов отбирали только лучших представителей рабочего класса. На заводе все знали, что мартен для Серова — лишь временный этап на пути в авиацию. Едва вступив в комсомол, Анатолий сразу же подал в райком ВЛКСМ заявку на путёвку в лётное училище. Иван Алексеевич Кучин, наставник Серова, видя в нём потенциальную смену себе, несколько раз пытался отговорить Анатолия от его устремлений и убедить остаться на заводе, но безуспешно. Впоследствии ветеран завода вспоминал:

Работал у меня Толя Серов. Сначала третьим, потом вторым подручным. Вот был парень! С полуслова понимал. Слегка только знак подашь, он уже делает, как надо… Интерес у него был к работе, к искусству нашего дела. Силы в нём было, я вам скажу, — только давай работу. Он сам радовался, когда мог на дело потратить её. Неуёмный парнишка. И такой славный, открытый, такой сердечный, будто светится весь. Как вспомню… с ним работать было ну вроде как праздник. Я даже беспокоиться стал, как бы он не ушёл с завода, не бросил меня… А он всё своё: буду летать! Никак не мог я отвести его думу от этой профессии.
Весной 1929 года в Надеждинск поступило три комсомольские путёвки в школы пилотов. Одну из них без обсуждения выделили персонально Серову, который только что окончил фабзавуч. Пройдя медицинскую комиссию и успешно выдержав экзамены в Нижнем Тагиле, Анатолий 15 мая 1929 года стал курсантом 1-й Объединённой теоретической школы лётчиков и авиатехников в Вольске.

### Лётная подготовка

Анатолий Серов, курсант 1-й Объединённой теоретической школы лётчиков и авиатехников. Вольск. 1929 год

К жизни по уставу Анатолий Серов привыкал трудно. Были и самоволки, и опоздания из увольнения, и пререкания с начальством. Сам Серов о первых месяцах учёбы вспоминал:

В Вольской теоретической школе у меня были случаи недисциплинированности. Комсомольская организация и командование помогли мне устранить этот недостаток, привили любовь к воинской дисциплине.
В Вольской школе курсанты получали только теоретическую подготовку. Серов учился хорошо, особенно ему нравились занятия по самолётовождению и аэронавигации. Увлечённо Анатолий изучал и историю авиации. В свободное время курсант Серов играл в футбол в школьной команде и занимался в струнном оркестре.
В Вольске Анатолий Серов впервые узнал о Валерии Чкалове, который навсегда стал для него идеалом лётчика.

Факты из его жизни представали перед нами, неоперившимися птенцами, как подлинные чудеса, — рассказывал Серов, — Его пример воспламенял нас, молодых авиаторов, открывал перед нами удивительные перспективы, вызывал желание учиться у него, подражать ему… Величие и обаяние Чкалова давно уже пленили нас, молодых лётчиков. Я и мои товарищи лётчики-истребители, росли и формировались под влиянием Чкалова. Не скрою, что желание подражать Чкалову когда-то овладело всем моим существом настолько, что одно время даже и ходить-то я начал по-чкаловски — медленно и слегка раскачиваясь.
Познакомился со своим кумиром лично Серов только в 1938 году, когда уже стал маститым лётчиком, героем войны в Испании. Валерий Павлович сам приехал на аэродром, чтобы оценить мастерство советского аса, о котором он был много наслышан.
Год учёбы в Вольске остался позади, и 29 июня 1930 года А. К. Серов стал учлётом 3-й Оренбургской военной школы лётчиков и лётнабов. Здесь Анатолию предстояло освоить самолётовождение на практике, но на деле ещё три месяца курсанту пришлось изучать теорию аэронавигации, радиосвязь и общеобразовательные предметы — математику, физику, историю, политэкономию, русский язык и литературу, а также нести стартовые наряды. Полёты на У-2 начались только осенью 1930 года. Серов с первых же вылетов с инструктором показывал хорошие результаты. Имея общий налёт менее 45 часов (при норме допуска 60 часов) Анатолий был допущен к первому самостоятельному полёту.

Учлёт А. К. Серов. Оренбург. 1930 год

Помимо полётов и ежедневной учёбы кандидат в члены ВКП(б) А. К. Серов выполнял большую общественную работу: подтягивал отстающих, был спорторганизатором учебной эскадрильи, участвовал в культмассовой работе. За успехи в учёбе командование школы премировало курсанта часами. 17 декабря 1931 года А. К. Серов был выпущен из 3-й военной школы лётчиков и лётнабов лётчиком-истребителем с отличной оценкой по технике пилотирования. В аттестационной характеристике отмечалось:
Инициативен, имеет силу воли, энергичен, настойчив, решителен, сообразителен, утомляемости нет, знание материальной части прекрасное, общее развитие хорошее, физически развит хорошо…

Степень усвоения пройденного курса — показатели на экзаменах:

специальная подготовка — отличная;

военная — хорошая;

общеполитическая подготовка — хорошая;

усвоение лётной программы — отличное.
После кратковременного отпуска Серов в декабре 1931 года получил назначение на должность младшего лётчика в 1-ю Краснознамённую истребительную эскадрилью имени В. И. Ленина Ленинградского военного округа, которая базировалась на аэродроме в Гатчине.

### Строевая служба
В Гатчину Анатолий Серов прибыл вместе с большой группой молодых лётчиков, таких же, как он выпускников лётных школ. С первых полётов он выделялся среди них техникой пилотирования и точностью выполнения поставленных задач. Активно Анатолий включился и в спортивную жизнь части. В лыжах ли, в футболе, хоккее или спортивной гимнастике — везде Серов был заводилой и выходил победителем. По вечерам в клубе вокруг него неизменно собиралась компания молодых лётчиков. Лидерские качества Серова были замечены начальством. Скоро Анатолий был назначен на должность старшего лётчика, а в ноябре 1932 года — командира звена. Его звено быстро стало одним из лучших в эскадрилье, и Серову доверили вводить в строй очередное молодое пополнение. Сам командир звена постоянно совершенствовал своё лётное мастерство, участь у более старших и опытных товарищей. На празднике в честь Дня авиации лётчик Серов блестяще выполнил каскад фигур высшего пилотажа и был премирован новыми лётными очками.

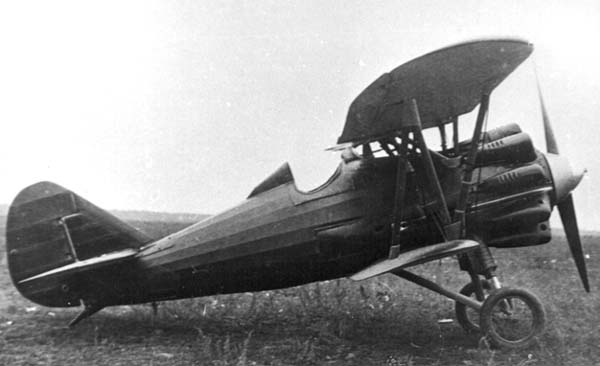
Биплан И-5

Карьера Серова в 1-й истребительной авиаэскадрилье развивалась успешно, но неожиданно в августе 1933 года его вызвали в Москву, где вручили приказ о переводе на Дальний Восток. Военную службу лётчик продолжил в 26-й отдельной истребительной авиационной эскадрилье 26-й тяжёлой бомбардировочной бригады Особой Краснознамённой Дальневосточной армии в должности командира 2-го звена. Эскадрилья, которой командовал М. П. Харитонов, дислоцировалась в Хабаровске.
На Дальнем Востоке Серову пришлось летать на новом для себя истребителе — И-5. В его пилотажном стиле снова появилась резкость и грубость, за что его упрекали ещё в Оренбургской лётной школе. Но Анатолий сумел быстро изжить этот недостаток за счёт упорных тренировок и снова стал лучшим по всем показателям. Его друг Александр Павлович Николаев об этом периоде службы Серова вспоминал:

У Анатолия Константиновича был свой стиль полёта. Остались в прошлом резкость и грубость пилотажа, за которые его справедливо упрекали. Эти недостатки сменились замечательной напористостью, неустрашимостью, решительностью в стиле полёта. Отчаянно, горячо пилотировал. И наши лётчики любовались его пилотажем. Со своим звеном он занимал почти всегда первые места по всем показателям. Помню, он быстрее всех набирал высоту в пять тысяч метров… Стрелял в воздухе великолепно, по меткости стрельбы его никто не мог превзойти. Да и всё звено Серова шло впереди по воздушным и наземным стрельбам.

Командир звена А. К. Серов. 1934 год

В отличие от Гатчины, где звено Серова состояло из молодых новичков, в Хабаровске Анатолию пришлось командовать уже опытными лётчиками. Но он сумел завоевать необходимый командиру авторитет. Звено, в состав которого кроме Серова входили лётчики Александр Власов и Андрей Сидоров, быстро слеталось и вышло вперёд по боевой подготовке, дисциплине, политическим и тактическим занятиям.
В конце 1933 года А. К. Серова приняли в ВКП(б) и назначили парторгом отряда, в который входило три авиазвена. Парторг вскоре добился, чтобы не только лётчики его партячейки, но также техники и мотористы по показателям вышли на первое место и стали ведущими в эскадрилье. На достигнутом Серов не успокаивался. Он предложил лётчикам своего звена освоить групповой высший пилотаж. Дело это было новое, но Власов и Сидоров поддержали Серова. Начались упорные тренировки как в воздухе, так и на земле. В шутку лётчиков стали называть «воздушными акробатами», но уже скоро имена Серова, Власова и Сидорова получили известность не только в авиачастях Дальнего Востока, но и по всей стране. Их слаженная работа в небе стала предметом обсуждения во многих соединениях ВВС РККА, а опыт стал внедряться в военную авиацию.
Во время службы на Дальнем Востоке Анатолий Серов не раз демонстрировал образцы лётного мастерства и личного мужества. В газете «Тревога» — печатном органе Особой Дальневосточной Краснознамённой армии, был описан случай, когда Серов довёл до аэродрома и посадил горящий самолёт с неисправным мотором. В другой раз он смог посадить свой И-5 с отцепившейся от амортизатора и наклонившейся вперёд под углом 40 градусов лыжей.
Серов был очень популярен в частях ОКДВА. Писатель З. А. Чалая вспоминала:

Помню, товарищи на Дальнем Востоке говорили мне: — Если вы хотите познакомиться с лучшими представителями советской молодёжи в нашей авиации, то поезжайте в Н-скую часть, там служит командир звена Серов… О Серове знали во всех частях авиации Дальнего Востока, его имя было внесено в Книгу почёта, как имя бесстрашного лётчика, с честью несущего звание коммуниста.— Чалая З. А. Сын народа//газета «Индустрия». — 1939.
За время службы на Дальнем Востоке А. К. Серов неоднократно становился чемпионом по высшему пилотажу среди лётчиков Особой Краснознамённой Дальневосточной армии, имел 40 поощрений от командования.

### Лётчик-испытатель
Отпуск в апреле-мае 1935 года Серов проводил в Москве. Здесь он впервые увидел в деле новые советские истребители И-15 и И-16. Дальневосточник добился разрешения бывать на московских аэродромах, где познакомился со многими лётчиками, техниками и конструкторами. Новые друзья убедили Анатолия, что для успешного продолжения военной карьеры ему необходимо получить академическое образование.
Вернувшись на Дальний Восток, Серов сразу подал рапорт с просьбой отправить его на учёбу в академию. Командующий ВВС ОКДВА А. Я. Лапин не хотел отпускать своего лучшего лётчика в Москву и назначил Серова командиром отряда, но всё же Анатолий проявил настойчивость и при поддержке партийной организации добился, чтобы его зачислили кандидатом на поступление в Военно-воздушную академию имени профессора Н. Е. Жуковского на 1936 год. Дальше помогли московские знакомые, которые пробили ему вызов в Москву уже в текущем 1935 году. Успешно сдав вступительные экзамены, А. К Серов стал слушателем командного факультета академии. Осенью того же года постановлением СНК за № 2590 в ВВС РККА были введены персональные воинские звания, и Серов получил петлицы старшего лейтенанта.

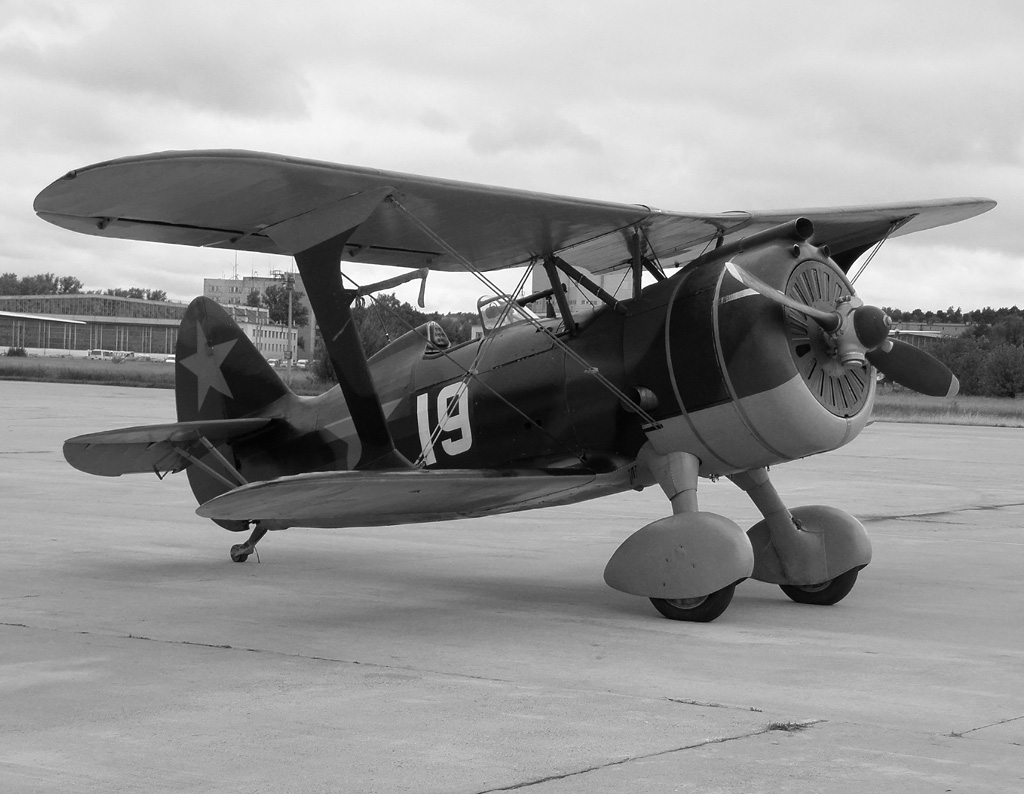
Истребитель И-15

Хотя учился Анатолий хорошо, но академия не оправдала его ожиданий. Уже во время учёбы он понял, что в учебном заведении готовят командиров, управляющих крупными воздушными соединениями преимущественно с земли. За год обучения он если и поднимался в небо, то только в качестве пассажира. Перспектива провести ещё четыре года без полётов угнетала его, и в конце учебного года он подал рапорт с просьбой о переводе в строевую часть или на испытательную работу. Его просьба была удовлетворена, и в мае 1936 года он получил назначение на должность командира звена в Научно-испытательный институт ВВС РККА.
В НИИ ВВС А. К. Серов служил с такими известными лётчиками-испытателями как П. М. Стефановский, А. С. Воеводин, Э. Ю. Преман, А. И. Никашин. Особенно был дружен с В. Г. Раховым. За один год на испытательной работе Анатолий принял участие в контрольных испытаниях четырёх типов самолётов и в двух специальных программах, связанных с боевым применением истребителя И-15. Также Серов привнёс несколько новшеств в работу лётчиков-испытателей. Он усовершенствовал систему буксировки конуса-мишени для воздушной стрельбы, ввёл в практику испытательные полёты на малых высотах при низких скоростях. Удалось лётчику доказать конструкторам, что хорошо знакомый ему И-5 может нести гораздо большую полезную нагрузку, чем это было заявлено в технической документации. Для этого ему пришлось самолётом поднять в воздух планёр с экипажем два человека, гружёный для большего веса песком.

### Родриго Матео
Пока Анатолий Серов испытывал истребители в НИИ ВВС, в далёкой Испании уже шла Гражданская война. Советское правительство решило поддержать Испанскую Республику. В сентябре 1936 года первые советские добровольцы отправились воевать на Пиренейский полуостров, а в октябре начались поставки республиканцам советского вооружения. Уже тогда Серов обратился к командованию с просьбой отправить его в Испанию, но его рапорт более полугода пролежал без движения. Анатолий уже опасался, что ему, как Чкалову, откажут, но всё решил случай.
Весной 1937 года руководство Реактивного научно-исследовательского института вдруг решило испытать новейшие неуправляемые ракеты РС-82 в боевых условиях. Для этого в НИИ ВВС для отправки в Испанию были специально подготовлены 5 И-15 с пусковыми установками. Возглавить группу должен был старший лейтенант А. К. Серов. Однако в последний момент от этой затеи решили отказаться из-за опасения, что секретное оружие может попасть в руки потенциального противника. Дело Серова хотели опять положить под сукно, но полковой комиссар Ф. А. Агальцов, будущий комиссар ВВС Испанской Республики, уже включил его в состав очередной группы добровольцев, готовившейся к отправке на Пиренейский полуостров. 14 мая под видом моряка торгового испанского судна «Oldecon» и с документами на имя Родриго Матео А. К. Серов отбыл из Севастополя в Испанию в компании с лётчиками Б. А. Смирновым, А. Е. Минаевым, Н. С. Ивановым, П. П. Бутрымом и Н. А. Волощенко.

В небе Испании эскадрилья «чатос»

В испанскую Картахену пароход прибыл 26 мая. Серов как лётчик, имевший практику полётов на И-15, априори попал в эскадрилью «чатос», командиром которой был назначен капитан И. Т. Ерёменко. Но прежде, чем Анатолий приступил к боевой работе, прошло больше месяца. Причиной тому стало то обстоятельство, что подавляющее большинство прибывших в мае в Испанию советских лётчиков не имело опыта пилотирования истребителем И-15 и не горело желанием пересаживаться на пусть и более манёвренные, но менее скоростные машины. Поэтому эскадрилью пришлось формировать по остаточному принципу. Кроме Ерёменко и Серова в её состав вошли советские лётчики Е. С. Антонов, И. М. Карпов, Г. А. Мастеров, М. С. Петров, Л. Г. Рыбкин, Н. Г. Соболев, С. В. Шалыганов и М. Н. Якушин, испанцы Хосе Редонда и Луис Сардино, австрийцы Вальтер Короуз и Томас Добиаш, югослав Божидар Петрович и американец Гарольд Даль. Лётный состав был сразу переведён на тыловой аэродром, где в учебных полётах происходило сколачивание подразделения. 30 июня 1-я истребительная авиационная эскадрилья перебазировалась на фронтовой аэродром Сото в 17 километрах к северу от Мадрида, и 1 июля приступила к боевой работе, но на первые боевые задания летали только опытные лётчики, уже имевшие боевой опыт. Серов и другие новички по приказу Ерёменко должны были перенимать их опыт на земле. Анатолий сильно тяготился вынужденным бездельем и возможно поэтому пошёл на прямое нарушение приказа.

### Боевое крещение
Несколько раз Серов наблюдал, как над Сото пролетал самолёт-разведчик франкистов. Решив сбить его во что бы то ни стало, он стал буквально дежурить на аэродроме. И вот в один из дней он заметил в небе чёрную точку. Бросившись к своему самолёту, он быстро взлетел и помчался навстречу врагу. Только сблизившись с противником Серов понял, что влип. Сражаться ему пришлось не с одним, а с девятью самолётами врага. Выручило лётчика виртуозное владение высшим пилотажем. Выписывая в небе различные фигуры, он ловко уклонялся от вражеских атак, при этом успевая вести прицельный огонь из пулемётов. Ему удалось серьёзно повредить две машины неприятеля, но и его И-15 получил до пятидесяти пробоин. Тем не менее, Анатолию удалось продержаться до подхода республиканских истребителей прикрытия, которые отогнали врага. Серов благополучно приземлился, и возможно, дерзкая выходка сошла бы ему с рук, но по недосмотру механика самолёт вспыхнул и полностью выгорел.
Когда командующий республиканских ВВС Игнасио Идальго де Сиснерос узнал об обстоятельствах потери самолёта, он распорядился примерно наказать недисциплинированного лётчика, вплоть до отправки его на родину. В эскадрилью для «разбора полётов» прилетел комиссар Агальцов, но узнав подробности воздушного боя, смягчился. Серов отделался выговором, но с тех пор его авторитет в эскадрилье стал непререкаемым, а капитан Ерёменко включил его в своё командирское звено. Впрочем, ведомым у комэска лётчик был недолго. Уже после первых боевых вылетов он был назначен на должность командира звена.

Анатолий Серов и Георгий Мастеров в Мадриде

### Брунетская операция
6 июля 1937 года республиканские войска перешли в наступление в рамках Брунетской операции. Наземные силы с воздуха поддерживали до 150 самолётов, в том числе и эскадрилья «чатос». Советские лётчики совершали по 5-6 вылетов в день на прикрытие бомбардировщиков, разведку и отражение воздушных атак противника. Франкисты имели многократное превосходство как на земле, так и в воздухе. По воспоминаниям лётчиков Смирнова, Якушина, Акуленко и других, им редко приходилось участвовать в схватке, где бы враг не имел хотя бы двукратного перевеса в численности. Основная нагрузка в воздушных боях легла на 1-ю истребительную авиаэскадрилью, поскольку лётчики мятежников обычно уклонялись от прямых столкновений с И-16, а вот с И-15 в бой вступали охотно, так как, имея значительное превосходство в скорости, в случае неблагоприятного развития ситуации могли легко от них уйти.
Свою первую воздушную победу Анатолий Серов одержал уже в первый день операции, сбив в паре с Михаилом Якушиным итальянский Fiat CR.32. В этот день эскадрилья Ерёменко в составе 12 самолётов возвращалась из глубокой разведки и ещё над территорией франкистов была перехвачена 10 фиатами 19-й эскадрильи из группы «Asso di Bastoni». Противник подходил со стороны солнца и полагал, что его атака будет неожиданной, но советские лётчики заметили опасность давно и были готовы к нападению. В скоротечном воздушном бою итальянцы потеряли в общей сложности 5 самолётов и поспешно отступили. Эскадрилья же Ерёменко потерь не имела и благополучно вернулась на свой аэродром.
Особенно результативным, но и одним из самых тяжёлых в этот период для Серова стал бой 7 июля над Мадридом. Четвёрке И-15 под его командованием пришлось сражаться с 22 вражескими истребителями. В схватке погиб Иван Карпов, тяжело раненый Сергей Шалыганов вынужден был выйти из боя. Серов лично сбил два вражеских самолёта, но силы были слишком неравными. Серов и Якушин с боем стали отступать к центру Мадрида, зная, что он находится под защитой зенитной артиллерии. Три батареи республиканцев пришли на помощь паре советских лётчиков и отогнали машины врага. В этом бою, в общей сложности, четвёрка Серова уничтожила 7 вражеских самолётов.
Всего в ходе Брунетской операции Анатолий Серов одержал шесть воздушных побед. В этот же период началась воплощаться в жизнь его идея о ночных действиях истребителей.

### Ночной охотник

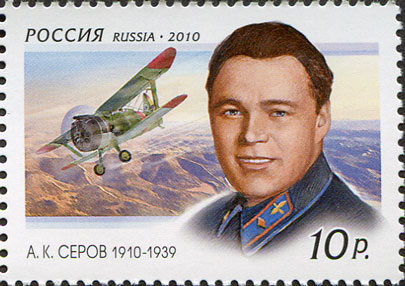
Почтовая марка России

Бомбардировочная авиация франкистов в первые дни Брунетской операции понесла крупные потери от действий республиканских истребителей, и командование противника решило сменить тактику. Бомбардировщики мятежников стали совершать налёты на позиции республиканских войск, аэродромы и объекты инфраструктуры в ночное время. Удары наносились с большой высоты и не отличались точностью, но самолёты франкистов действовали на протяжении всей ночи с интервалом в 15-20 минут, и это оказывало тяжёлое моральное воздействие на войска и мирное население. Командующий ВВС Испанской Республики И. И. де Сиснерос сам обратился за помощью к советским лётчикам. Впоследствии он вспоминал:

Я направился на аэродром эскадрильи «Чато», собрал личный состав и, откровенно рассказав о создавшейся ситуации, попросил высказать своё мнение. Минуту длилось молчание. Затем взял слово советский лётчик Серов, заявив, что готов принять ночной бой.
Анатолий приобрёл большой опыт ночных полётов и полётов вслепую ещё во время службы на Дальнем Востоке. На этом опыте и основывалась предложенная им тактика. Истребители должны были находиться на прифронтовом аэродроме и действовать по наводке наземного поста ПВО. По его сигналу пара самолётов, следуя на разных эшелонах, начинала поиск вражеского бомбардировщика. Серов знал, что противник не может летать в кромешной тьме. Для ориентировки ему необходимо ясное звёздное небо. Задача лётчика-перехватчика — вычислить ориентиры противника с тем, чтобы, оставаясь незаметным на фоне лунного диска, обнаружить самолёт врага в свете луны, атаковать его и сбить. Обнаружить врага, особенно в безлунные ночи, могли также помочь прожектористы зенитных батарей.

Лётчики эскадрильи И-15 на аэродроме Сото. Справа налево: второй — Серов, третий — Якушин

Идею Серова разделяли не все лётчики эскадрильи. Тогда ещё авиация не знала примеров ночного воздушного боя, и оснований для скептицизма было достаточно: малознакомая местность, трудность ориентировки в ночное время, неподготовленность аэродромов к посадкам ночью, необходимость отвлечения сил от основной боевой деятельности. Серова поддержали Якушин, Антонов, Рыбкин, Кузнецов и Сорокин. Из них и создали команду ночного патруля, который без отрыва от основной работы по ночам стал дежурить на аэродроме в Алкале. Первые пять ночных вылетов группа ночных охотников совершила уже в ночь на 14 июля, но обнаружить противника не удалось. В ту же ночь вышел из строя единственный посадочный прожектор, и заходивший в это время на посадку самолёт Серова попал в воронку. После этого случая полосу стали подсвечивать автомобильными фарами, но скептиков прибавилось. Сомневаться в успехе стали даже лётчики, участвовавшие в ночных полётах. Серову всё чаще советовали отказаться от затеи, пока никто не разбился, но Анатолий был уверен в конечном успехе. И вот в ночь на 18 июля Якушину удалось обнаружить в небе вражеский бомбардировщик и атаковать его. Но тут выяснилось, что вооружение И-15 не может причинить большого вреда хорошо бронированному Ю-52.

Я видел, как сноп трассирующих пуль насквозь прошивал трёхмоторный самолёт «Ю-52», но он не загорался и, не меняя направления, продолжал лететь — вспоминал Якушин. Во избежание столкновения, я вышел из атаки и снова повторил её, не упуская самолёт из поля зрения. Вторая атака была точно такая же. На этот раз я продолжал стрелять до полной потери скорости, пока мой самолёт не свалился в штопор. Пока выводил самолёт из штопора, бомбардировщик был потерян.

Анатолий Серов у подаренного ему «Крайслера»

Решение нашлось быстро. Изучив конструкцию немецкого бомбардировщика, Серов определил его уязвимое место — незащищённый бронёй бензобак на стыке правого крыла и фюзеляжа. Вооружившись зажигательными патронами, лётчики стали ждать новой встречи с врагом, и вот в ночь с 25 на 26 июля 1937 года в 1 час 45 минут по среднеевропейскому времени Михаил Якушин впервые в истории авиации в ночном воздушном бою в районе Эскориала сбил вражеский самолёт-бомбардировщик. В тот же день, 26 июля, Якушина и Серова вызвали в Мадрид, где председатель правительства Хуан Негрин наградил лётчиков золотыми часами и легковыми автомобилями «Chrysler Imperial». Посчитав подарки испанского руководства авансом, Анатолий Серов следующей ночью отличился сам.
Было уже три часа ночи, когда с наблюдательного поста доложили, что самолёты франкистов бомбят передний край республиканских войск в районе Эскориал — Галапагер. Взлетев в паре с Якушиным, Серов взял курс на северо-запад. При выходе в заданный квадрат на высоте 3000 метров лётчик в свете прожектора обнаружил вражеский бомбардировщик. Чтобы не дать врагу сбросить бомбовую нагрузку, Анатолий открыл по нему огонь с дальней дистанции. Экипаж Ю-52 запаниковал и, открыв беспорядочную стрельбу по невидимому противнику, резко развернулся и ушёл на свою территорию. Тут же Серов увидел внизу разрывы авиабомб, и, ориентируясь по ним, на высоте 3500 метров обнаружил ещё один «Юнкерс». Это был бомбардировщик из состава 1-й эскадрильи эскадры К/88 (экипаж: Иоганнес Ремлинг, Рольф Пирнер, Вальтер Шелльхорн, Бруно Тилебайн (взяты в плен), Август Хейер (погиб)). Зайдя в хвост вражескому самолёту, советский лётчик точными пулемётными очередями зажёг его, заставив экипаж покинуть машину на парашютах. Немецкие лётчики были взяты в плен, и позднее один из них рассказал о ночном бое под Мадридом:

Это случилось как-то внезапно. Мы получили приказ бомбардировать ночью Эскориал, деревни Торельодонес и Галапагер. Вылетели около третьего часа. Видимость, благодаря луне, была очень приличная. Но я почему-то напутал в курсе и когда по времени вышел на цель, цели не оказалось. Проблуждал ещё около 20 минут — Эскориала не вижу. Решил возвращаться в Саламанку, а бомбы сбросить боялся, чтобы они случайно не попали на нашу территорию. Развернулся на 180 градусов и пошёл, но вдруг, вижу, с хвоста искры скачут в направлении носа самолёта. Не сразу поверил, что к нам подкрался сзади истребитель. Это показалось просто невероятным для ночного времени. Но зажигательные пули всё сыпались. Через минуту или две загорелся наш правый мотор. Я сделал вираж, чтобы сбить пламя ветром. В этот момент я увидел противника — небольшую машину незнакомой мне конструкции. Стреляя, она пикировала на нас. Я выровнял самолёт, — истребитель неотступно атаковал с хвоста. В это время правый мотор вспыхнул новым большим пламенем. Мне ничего не оставалось, как прыгать. Экипаж сделал это уже минутой раньше.
— Газета «Правда». 1 августа 1937 года.

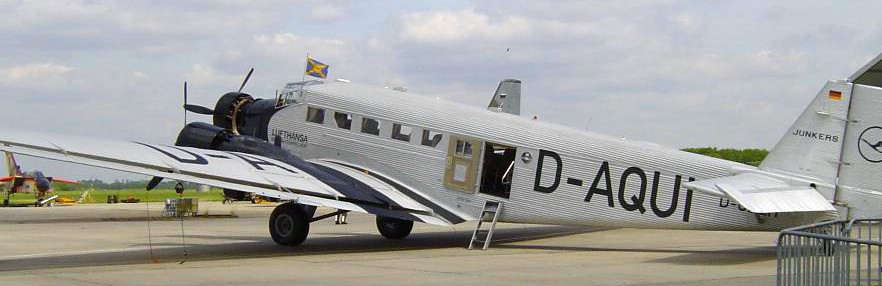
Junkers Ju 52

Едва расправившись с немецким бомбардировщиком, Серов заметил в свете луны ещё одну вражескую машину. Её пилот, по всей видимости, видел, что случилось с самолётом Ремлинга. Он резко развернулся и, увеличив скорость, стал уходить на свою территорию. Анатолий, охваченный азартом, погнался за ним, забыв, что бензин уже на исходе. Немецкому лётчику удалось скрыться в темноте, а Серову пришлось идти на вынужденную посадку. Ему удалось сесть в расположении республиканских войск. Испанцы помогли достать ему топливо в одной из танковых частей, и к утру лётчик благополучно вернулся в Алкалу.
Вскоре об успехах Якушина и Серова знали уже во всех авиачастях Испанской Республики. Их опыт был взят на вооружение, и скоро вражеские ночные бомбардировщики были сбиты над Сарагосой, Валенсией и Барселоной. Потери заставили франкистов почти полностью прекратить ночные налёты. «После этих боёв, — отметил И. И. де Сиснерос, — фашисты уже не отваживались летать по ночам. Благодаря самоотверженному героизму советских лётчиков Якушина и Серова солдаты республиканской армии могли спокойно отдыхать, чтобы днём ещё лучше сражаться против фашистских войск».

### Комэск

У обломков сбитого бомбардировщика слева направо: А. Серов, Е. Степанов, капитан Армарио

В конце июля 1937 года, вскоре после завершения Брунетской операции, А. К. Серова назначили командиром 1-й истребительной авиаэскадрильи И-15 вместо ушедшего на повышение Е. Т. Ерёменко. Вскоре эскадрилья была переброшена на Арагонский фронт, где намечалось новое наступление республиканцев. В ходе начавшейся 24 августа Сарагосской операции Серов и его лётчики действовали с аэродрома Бухаралос, в основном совершая вылеты на прикрытие бомбардировщиков и наземных войск. Крупную победу на Арагонском фронте они одержали 27 августа. В районе населённого пункта Вильямайор к северо-западу от Сарагосы были перехвачены бомбардировщики Heinkel He 45 из состава авиагруппы 6-G-15, шедшие под прикрытием истребителей 20-й эскадрильи группы Asso di Bastoni. В ожесточённом бою Серов и его товарищи сбили три вражеских самолёта, при этом сами потерь не имели.
В боях под Сарагосой Анатолий Серов ломает привычную тактику воздушного боя. Если раньше лётчик-истребитель стремился выйти в хвост противнику и расстрелять его, то теперь Серов активно применяет лобовые атаки, ведёт бой на виражах. Также комэск Серов усовершенствовал тактику взлёта: чтобы обеспечить быстрый взлёт всей эскадрильи, он стал рассредоточивать самолёты по всему лётному полю с таким расчётом, чтобы взлетать с мест стоянок, не выруливая на центр аэродрома. При таком рассредоточении взлёт всей эскадрильи занимал не более полутора-двух минут и позволял взлетать отдельным самолётам даже в момент появления над аэродромом бомбардировщиков неприятеля.
Ахиллесовой пятой республиканской армии являлись средства связи. Из-за их отсутствия долго не удавалось выстроить эффективную систему ВНОС, а также организовать чёткое взаимодействие между отдельными эскадрильями и авиационными группами. Серов предложил свой план организации системы оповещения о воздушных налётах, который был принят во всех авиационных частях Испанской Республики. Согласно ему все дальние и ближние посты наблюдения были расположены так, что могли доступными средствами быстро передавать сигнал тревоги по цепочке. Одновременно в небе на подступах к аэродрому действовал воздушный патруль. Благодаря этим мерам эскадрилья Серова за весь период боевых действий ни разу не была застигнута врасплох вражеской авиацией. Генерал-лейтенант авиации Ф. А. Агальцов впоследствии отмечал: «Не дать себя разбомбить за четыре массированных налёта — для этого понадобился блестящий тактический талант Анатолия Константиновича». Нашёл способ Серов и наладить эффективное взаимодействие между истребительными эскадрильями И-15 и И-16. Борис Смирнов в своих мемуарах отметил:

Бывает, что эскадрилья Серова ведёт бой в районе Сарагосы, а мы в эти же минуты сражаемся где-нибудь возле Теруэля. Скверно то, что связь с главным аэродромом, на котором обычно находится командование, в основном телефонная, а такого рода связь не обеспечивает чёткого управления авиацией. В результате случается так: наша эскадрилья получает распоряжение немедленно вылететь на подмогу Серову, и хотя на сбор и взлёт мы тратим не более трёх минут, всё же и эта мобильность не помогает, эскадрилья прилетает к месту боя с большим опозданием. Командование ответило нам определённо: радиооборудования нет и не будет. Но безвыходных положений не бывает. Мы настойчиво ищем и в конце концов находим новые реальные возможности взаимной выручки. Анатолий Серов первым применил воздушных связистов. Его примеру не замедлили последовать другие подразделения. И вот теперь нередко над нашим аэродромом неожиданно появляется самолёт, который несколько раз покачивает крыльями. Это означает, что где-то поблизости идёт воздушный бой и необходима помощь. Истребители немедленно взлетают и направляются вслед за воздушным делегатом. И теперь, как правило, нам удается подоспеть к району боя вовремя.

Боевые друзья Анатолий Серов, Михаил Якушин и Евгений Антонов

Операция республиканских войск в Арагоне заставила противника перебросить на это направление дополнительные силы из-под Мадрида, хотя и не смогла остановить наступление войск Франко в Астурии. Ожесточённость боёв в районе Бельчите, как наземных, так и воздушных, возросла. Интересна запись из записной книжки Ивана Ерёменко:
«1 сентября 1937 года. Рассвет. Район Бельчите. Самый крупный с начала Сарагосской операции воздушный бой. В течение дня эскадрильи совершили по 7-9 боевых вылетов.

Истребитель И-15 испанского лётчика Гонсалеса Чиндосвиндо во время штурмовой атаки получил 130 пробоин. На изрешеченном самолёте Чиндосвиндо совершил повторный вылет. „Чато“ выдержал…

Эскадрилья Анатолия Серова после сопровождения Р-зетов при подходе к Бахаралосу была встречена двенадцатью „фиатами“. У половины лётчиков эскадрильи отсутствовали боеприпасы. У всех кончалось горючее. Бой шёл над самым аэродромом…

У Серова остановился двигатель. Он снижался, а его пытались добить фашисты. Командира прикрыли Михаил Якушин и Евгений Степанов. Истребитель Серова был настолько иссечён пулями, что после посадки у него пришлось менять крылья и хвостовое оперение.

Итог дня:
Только на республиканскую территорию упало 26 сбитых самолетов противника. Взято в плен 19 фашистских лётчиков. В числе сбитых известный франкистский ас капитан Карлос Айя…».
Ещё одно крупное воздушное сражение произошло 12 октября. Советские лётчики в этот день заявили о 15 сбитых «Фиатах», семь из которых упали на республиканской территории. Среди сбитых итальянских лётчиков, выбросившихся с парашютом и попавших в плен, оказался капитан, командир эскадрильи, который дал ценные показания. Из рассказа пленного следовало, что противник готовит контрнаступление: к северо-западу от Бельчите сосредоточилась итальянская дивизия «Чёрные стрелы», а на секретном аэродроме Гаррапинильос (Garrapinillos) для поддержки её наступления противник сосредоточил до 80 самолётов. Республиканское командование решило опередить франкистов. Все имевшиеся в распоряжении Арагонского фронта бомбардировочные авиационные соединения под прикрытием истребителей были брошены на штурмовку позиций итальянских легионеров, а наземные войска предприняли атаку. Воздушная операция, в которой участвовала и эскадрилья Серова, прошла успешно. Противнику был нанесён чувствительный урон. Но сорвать планы врага она уже не могла. В результате контрудара противника наступление наземных войск республиканцев было сорвано. Крупную неудачу потерпел 1-й отдельный интернациональный танковый полк: в бою под Фуэнтес-де-Эбро из 45 БТ-5 было потеряно 19 танков и 37 танкистов. Известие о их гибели самым непосредственным образом сказалось на настроении советских лётчиков и заставило их взяться за разработку плана атаки на аэродром Гаррапинильос. Комиссар Ф. А. Агальцов так охарактеризовал операцию «Ход конём»: «Это ответ за гибель наших людей и танков».

### Операция «Ход конём»
По всеобщему мнению идея удара по аэродрому Гаррапинильос принадлежала советнику командующего ВВС Испанской Республики генералу Е. С. Птухину. О существовании этого аэродрома республиканское командование знало давно. Ещё в августе 1937 года его бомбила эскадрилья СБ. Тогда это была второстепенная площадка, использовавшаяся в качестве аэродрома подскока. Но уже в течение сентября итальянцы создали на ней крупную базу для своих и немецких бомбардировщиков. Аэродром был хорошо замаскирован, надёжно прикрыт зенитными средствами и истребителями. Все последующие попытки республиканской бомбардировочной авиации пробиться в тот район оказались безрезультатными. Особенно сложной для бомбардировщиков ситуация стала с появлением под Сарагосой скоростных немецких истребителей «Мессершмитт», которые, если не имели задачи сопровождения своих бомбардировщиков, уклонялись от схваток с республиканскими истребителями и охотились исключительно на СБ и Р-Z. После пленения итальянского капитана республиканское командование получило сведения о функционировании аэродрома Гаррапинильос и средствах его защиты, но было понятно, что нанести по нему удар силами бомбардировщиков без больших потерь невозможно. По всей видимости, именно тогда родилась идея осуществить штурмовку исключительно истребителями И-15, и Анатолий Серов имел к ней непосредственное отношение.

Участники операции «Ход конём». Слева направо: В. Кустов, Г. Мастеров, Н. Соболев, Н. Сюсюкалов, А. Серов, Е. Птухин, Ф. Агальцов, Е. Антонов, И. Финн, Е. Степанов, Г. Попов, С. Евтихов, О. Соболевский

Случилось так, что в момент подготовки налёта на Гаррапинильос лётчики эскадрильи Серова Евгений Антонов и Илья Финн принудили к посадке заблудившийся итальянский «Фиат». Во время допроса пленный лётчик показал, что франкисты планируют 15 октября нанести мощные бомбовые удары по переднему краю республиканских войск и аэродромам. Для этой цели на Гаррапинильос сосредоточено около 80 итальянских и немецких бомбардировщиков. Понимая ценность этих сведений для командования, Серов немедленно позвонил в Каспе Птухину. Генерал «Хосе» лично прибыл допрашивать итальянца, а после беседовал с комэском Серовым. Вероятно, именно тогда и прозвучало предложение провести операцию без привлечения бомбардировщиков. Поручив Серову подготовить предложения, Птухин вернулся в Каспе и вскоре вызвал в штаб ВВС всех командиров истребительных эскадрилий. На совещании у Сиснероса Евгений Саввич озвучил план штурмовки вражеского аэродрома исключительно силами истребителей. Оценивая свои первые впечатления от предложения генерала Хосе, присутствовавший на этом совещании Борис Смирнов отметил:

Мы изумлены и ещё не можем осознать всю сложность, а точнее говоря, необычность задачи. Ведь ещё нигде, никогда истребители не применялись для штурмовки аэродромов без взаимодействия с бомбардировщиками. У нас нет пушек, нет бомб. Одни пулемёты. Можно ли только пулемётным огнём уничтожить боевую технику, размещённую на земле, и уничтожить не один, не два самолёта, а по крайней мере десяток? Иначе налёт не даст желаемого результата. Но задача заманчивая, очень заманчивая.
Необычность и по новизне, и по смелости тактического замысла отметил в своих мемуарах и А. И. Гусев. После Птухина слово было предоставлено Серову, который изложил детали плана.
Задача по штурмовке вражеского аэродрома возлагалась на группу из 20 истребителей «чатос» под командованием Родриго Матео, в состав которой кроме его эскадрильи вошла эскадрилья И-15 Гонсалеса Чиндосвиндо. Для этой цели Птухин распорядился все имеющиеся в арсенале зажигательные патроны перевезти на аэродром Бухаралос. Прикрывать действия группы Серова должны были 5 эскадрилий И-16 (всего 44 самолёта). Эскадрилья И. Г. Девотченко блокировала аэродром с целью недопущения взлёта вражеских самолётов, Б. А. Смирнов со своими лётчиками прикрывал подходы к аэродрому с северо-запада, а А. И. Гусев — с юго-запада и запада. Эскадрильи Г. П. Плещенко и К. М. Сараусы, располагаясь на разных эшелонах над Гаррапинильосом, составляли резерв, а после завершения операции обеспечивали отход группы Серова. Непосредственное командование операцией было возложено на И. Т. Ерёменко. Группа из 16 СБ А. С. Сенаторова в это время должна была нанести отвлекающий удар по казармам и военному заводу «Эскориас» в Сарагосе.
После окончания совещания Сиснерос, Птухин и Серов втроём ещё долго обсуждали детали предстоящей операции. Сигнал к её началу прозвучал 15 октября в 5.42 утра. Через несколько минут все участвовавшие в операции эскадрильи собрались в точке сбора в долине Эбро и всей армадой взяли курс на Гаррапинильос. Передний край, как предусматривал план, пересекли ещё затемно, а с первыми лучами солнца вышли к цели. На аэродроме было очень тесно. На лётном поле в виде буквы «П» плотными рядами, буквально крылом к крылу, стояло от 60 до 80 самолётов: «Юнкерсов», «Хейнкелей» и «Фиатов». Полным ходом шла предполётная подготовка, на аэродроме находились топливозаправщики и машины с боеприпасами.

Сгоревшие «Фиаты» на аэродроме Гаррапинильос

Атака началась в 5.57. Группа Серова вышла к аэродрому на бреющем полёте и, быстро набрав горкой высоту в 200 метров, начала пикировать на цель. Шедший первым Серов сразу же зажёг один из «Фиатов». Следом открыли огонь другие лётчики. После первого захода на цель на земле горели 8 вражеских машин. От пожара начали детонировать подвешенные под крыльями авиабомбы, а сильный ветер разнёс огонь по всему аэродрому. Многочисленные зенитные средства противника молчали — их расчёты попросту разбежались. Сопротивление пытались оказать лишь два зенитных пулемёта, но и они были сразу же подавлены лётчиками Серова. Не встретив практически никакого противодействия, республиканские лётчики вместо двух-трёх предусмотренных планом заходов сделали семь-девять, пока не расстреляли весь боекомплект. Горели не только самолёты, но и склады, ёмкости с топливом, аэродромные постройки. Пожар был такой силы, что его было видно с вершины горы Монте-Оскуро, где находился наблюдательный пункт генерала Птухина (примерно в 60 километрах от места боя). После окончания штурмовки эскадрильи И-15 взяли курс на Бухаралос. На обратном пути окрылённые успехом пилоты И-16 произвели штурмовку попавшейся им по дороге автоколонны. Безоружные истребители группы Серова до самой посадки прикрывали испанские лётчики из эскадрильи Сараусы. В 7.00 все республиканские самолёты вернулись на свои аэродромы.
Количество уничтоженных на Гаррапинильосе франкистских самолётов оценивается по-разному. По самым скромным подсчётам в этот день республиканские ВВС уничтожили на земле не менее 30 вражеских самолётов. Борис Смирнов оценил потери врага в 40 машин. Некоторые источники приводят цифру 60 самолётов. Сами итальянцы признали потерю 12 машин (3 Ju 52, 3 Не 46, и 6 Fiat CR.32), а также серьёзный ущерб аэродромному хозяйству, однако по жёсткости реакции итальянских властей видно, что эти цифры сильно занижены. По личному приказу Муссолини была создана специальная комиссия, которая расследовала обстоятельства происшедшего. На основании её выводов были показательно расстреляны комендант аэродрома и дежурившие в то утро зенитные расчёты (20 человек). Сбитый в этот же день в районе Каспе немецкий майор Пиют на допросе показал, что из более чем ста самолётов на Гаррапинильос в результате налёта 80 были полностью уничтожены, остальные получили различные повреждения.

### Возвращение в СССР

Анатолий Серов (справа) и Виктор Новиков на церемонии награждения в Кремле

16 октября 1937 года Сарагосская операция завершилась, а ещё через два дня приказом командующего ВВС Испанской Республики И. И. де Сиснероса в целях оптимизации управления все истребительные эскадрильи были сведены в две авиагруппы. Одну из них возглавил А. К. Серов. В состав его авиагруппы вошли три действующие авиаэскадрильи «чатос»: 1-я, которой теперь командовал Евгений Смирнов, 2-я — Гонсалеса Чиндосвиндо, 3-я — Хуана Комаса, и одна, находившаяся в стадии формирования. В начале ноября авиагруппа Серова была переброшена на средиземноморское побережье и в течение ноября-декабря 1937 года, действуя с аэродромов Сабадель, Сельра и Барракас, прикрывала от налётов вражеской авиации Барселону и Валенсию.
В январе 1938 года испанская командировка старшего лейтенанта А. К. Серова подошла к концу. Сначала он на машине отправился во французский Гавр, а уже оттуда на советском теплоходе — в Ленинград. 21 января Серов вернулся на родину. За время пребывания в Испании Анатолий Константинович совершил около 180 боевых вылетов с общим налётом 240 часов, провёл 38 воздушных боёв, в которых одержал 15 побед (8 лично и 7 в группе). Лётчики эскадрильи Серова сбили более 70 вражеских самолётов. За организацию ночных воздушных боёв и успешную штурмовку аэродрома Гаррапинильос он был награждён двумя орденами Красного Знамени, а испанское правительство ходатайствовало о присвоении лётчику звания Героя Советского Союза. Высокую оценку боевой работе Серова, его организаторским способностям и тактическому таланту в своих мемуарах дал бывший командующий ВВС Испанской Республики Игнасио Идальго де Сиснерос. Особые заслуги Анатолия Серова и его эскадрильи в деле защиты неба над Мадридом отметила лидер испанских коммунистов Долорес Ибаррури.
Звание Героя Советского Союза было присвоено Анатолию Константиновичу Серову указом Президиума Верховного Совета СССР от 2 марта 1938 года. Грамоту о присвоении звания 7 марта в Кремле ему вручил председатель ВЦИК М. И. Калинин.

### Начальник лётной инспекции

Комбриг А. К. Серов за учёбой

Во второй половине 1930-х годов, в самый разгар сталинских репрессий, вернувшиеся из специальных государственных командировок военные специалисты пользовались особым доверием руководства страны и быстро продвигались по служебной лестнице. Не стал исключением и Анатолий Серов. Ещё в январе 1938 года ему присвоили внеочередное звание полковника. В мае того же года его назначили начальником Главной лётной инспекции, а 28 июня он вошёл в состав Совета по авиации при НКО СССР. 9 февраля 1939 года А. К. Серову было присвоено воинское звание комбрига.
Серов с энтузиазмом взялся за новое дело. Прежде всего, он привлёк к работе в инспекции лётчиков, имевших опыт реальных воздушных боёв, своих товарищей по Испании Якушина, Смирнова, Антонова и других. Анатолия Константиновича трудно было застать на одном месте. Он постоянно летал по воинским частям, проверял учебно-боевую подготовку лётных кадров, делился своим боевым опытом с пилотами, внедрял новые методы ведения воздушного боя. Считая, что молодёжь должна приходить на службу с хорошей подготовкой, Серов добился, чтобы всё новое, что появлялось в отечественной военной авиации, поступало не только в строевые части, но и в лётные школы.
Боевой опыт Серова был интересен не только лётчикам, но и авиаконструкторам. Анатолий Константинович был частым гостем в НИИ ВВС и ЦАГИ, участвовал в разработке принципов новой сверхскоростной боевой машины. Серов активно ратовал за создание скоростного моноплана, обладающего высокой манёвренностью. Анатолий Константинович был инициатором скорейшего переучивания лётных кадров с устаревших И-5 на более современные машины. Инструкторов не хватало, и он сам часто проводил занятия с лётчиками, а также привлёк к инструкторской работе немало опытных специалистов.

В небе — пилотажная пятёрка Серова

Несмотря на высокую занятость на работе, весной 1938 года Анатолий Серов взялся за создание собственной пилотажной группы. В то время групповой высший пилотаж считался вершиной лётного мастерства и был уделом немногих. В СССР тогда существовала только одна постоянная пилотажная группа — Красная пятёрка, в которую входили самые опытные лётчики НИИ ВВС. Серов же решил подготовить свою пятёрку всего за два месяца, уже к ближайшему воздушному параду в Тушино, из строевых лётчиков ВВС. Он пригласил в команду хорошо знакомых ему Михаила Якушина, Бориса Смирнова, Виктора Иванова и Виктора Рахова. Некоторые из них относились к затее Серова скептически, но он быстро сумел убедить их, что они способны показать высший групповой пилотаж не только не хуже, но и лучше своих предшественников. Тренировки проходили ежедневно по два раза в день на аэродроме в Тушино. Накануне праздника — Дня воздушного флота, государственная комиссия дала высокую оценку мастерству пилотажной группы Серова и допустила пятёрку к участию в воздушном параде.
18 августа 1938 года при большом скоплении людей, в присутствии партийного руководства и членов правительства пилотажная группа Серова произвела фурор. Её работа в небе получила отклики как в советской, так и зарубежной прессе. Этот успех имел два последствия: осенью 1938 года пятёрка Серова стала семёркой (в состав пилотажной группы вошли А. П. Николаев и И. А. Лакеев), а затем Анатолия Константиновича назначили ответственным за подготовку и проведение первомайского воздушного парада 1939 года в Москве. В тот день комбриг Серов пролетел над Красной площадью дважды — сначала в качестве ведущего группы истребителей, а затем во главе своей пилотажной группы. Мероприятие прошло успешно, и Серову была объявлена благодарность от имени наркома обороны К. Е. Ворошилова.
Должность начальника лётной инспекции ВВС и активная работа в ЦАГИ вновь поставили перед Серовым вопрос о необходимости получения академического образования. В ноябре 1938 года Анатолий Константинович стал слушателем Академии Генерального штаба РККА. Но доучиться ему так и не удалось.

### Гибель

Комбриг А. К. Серов и майор П. Д. Осипенко

В начале мая 1939 года Военный совет РККА принял решение о проведении при Рязанских авиационных курсах усовершенствования начальствующего состава Центральных сборов по слепым полётам истребительной авиации. Начальником сборов был назначен комбриг А. К. Серов.
9 мая Анатолий Константинович прибыл на аэродром Дягилево. Вместе с начальником КУНС майором С. И. Абрамычевым он составил план предстоящих учебных мероприятий. С учётом того, что полёты должны были осуществляться на новом учебном самолёте УТИ-4, незнакомом для большинства участников сборов, первый день было решено посвятить работе на тренажёрах. Десятого мая для практического ознакомления с машиной летали с опытными инструкторами, а на 11 мая были запланированы полёты друг с другом.
Согласно воспоминаниям М. Н. Якушина, пара Серов — Осипенко сформировалась случайно — один из лётчиков не прибыл на сборы, и начальник сборов сам решил лететь с оставшейся без напарника лётчицей. Самолёт, подготовленный для комбрига, был практически новый. УТИ-4 с заводским номером 1521544 был выпущен 24 июня 1938 года заводом № 21 и имел общий налёт 49 часов при ресурсе до первого ремонта 390 часов. Авиационный двигатель М-25-А к моменту вылета Серова и Осипенко проработал на земле 15 часов 50 минут, в воздухе — 33 часа 10 минут. Машину к полёту готовили опытные авиационные специалисты — воентехник 1 ранга Д. А. Ладохин, авиатехник 2-го ранга С. А. Воронов и моторист сверхсрочник Л. В. Русак.
11 мая в 8 часов 2 минуты УТИ-4 с экипажем в составе комбрига А. К. Серова и майора П. Д. Осипенко вылетел с Дягилевского аэродрома в отведённую для выполнения учебного задания зону № 1 (район Рыбное, деревня Высокое) для отработки вслепую виражей и змеек в горизонтальной плоскости с последующими разворотами на заданный курс. Первой под колпаком работала Полина Осипенко. Комбриг Серов корректировал её действия из передней, открытой кабины. Пара успешно выполнила весь предписанный комплекс упражнений на высоте 1000 метров и в 8 часов 40 минут вернулась на аэродром. После осмотра и заправки в 8 часов 49 минут самолёт снова поднялся в воздух. На этот раз под колпаком находился Серов, а Осипенко контролировала полёт из инструкторской кабины. Полёт был рассчитан на 40 минут, но в расчётное время лётчики на базу не вернулись. В 9 часов 40 минут на их поиски вылетел майор Литвинов, который обнаружил УТИ-4 Серова — Осипенко разбившимся между деревнями Высокое и Фурсово, в 25 километрах северо-западнее Рязани.

УТИ-4

Согласно свидетельствам многочисленных очевидцев, лётчик снизил самолёт до высоты 300—500 метров, после чего приступил к выполнению виражей. Первый вираж был выполнен успешно, но при переходе на второй пилот сильно задрал нос, вследствие чего машина потеряла скорость и свалилась в штопор. По тому, что колпак кабины Серова был откинут, а УТИ-4 вошёл в землю в начальной стадии пикирования было понятно — экипаж понимал, что происходит, и пытался вывести самолёт из штопора. Наручные часы лётчика, остановившиеся от удара, показывали время 9 часов 9 минут.
Прибывшие из Москвы специалисты Центральной аварийной комиссии во главе с бригадным инженером Репиным, осмотрев обломки самолёта, сделали заключение, что самолёт врезался в землю под углом 55 градусов с работающим на малых оборотах мотором (700—900 оборотов в минуту) и показаниями приборов: техническая скорость 210 километров в час, зажигания обеих магнето включены, пожарный кран открыт. Все элементы системы управления машиной комиссия признала исправно работавшими до момента катастрофы. При исследовании мотора самолёта никаких дефектов обнаружено не было.
На основании проведённого расследования был сделан следующий вывод о причинах катастрофы:

1) потеря высоты до 500—300 метров вместо заданной не ниже 1000 метров;

2) совершая полёт под колпаком, А. К. Серов совершил пилотажную ошибку на малой высоте, потеряв скорость, свалился в штопор;

3) инструктор-контролёр П. Д. Осипенко не сумела своевременно вмешаться в управление самолётом и скорректировать допущенную ошибку.
В приказе НКО «О мерах по предотвращению аварийности в частях Военно-Воздушных Сил РККА» № 070 4 июня 1939 года действия комбрига Серова и майора Осипенко были охарактеризованы как «безобразное, больше того, преступное нарушение элементарных правил полётов, обязательных для каждого лётчика, и начальников — в первую голову».
Таким образом, вся ответственность за катастрофу была возложена исключительно на экипаж самолёта. Безусловно, неоправданный риск со стороны комбрига Серова действительно имел место. Тем не менее, многие биографы А. К. Серова и исследователи авиации отметили, что выводы комиссии и сделанные после катастрофы публичные оргвыводы имеют оттенок политической конъюнктурности. Из расследования была полностью исключена техническая составляющая катастрофы, потому что «ни в коем случае нельзя было говорить о недостатках машины» — «наша авиация — самая лучшая», а «разговоры о недостатках нашего оружия перед войной трактовались, как измена Родине». Многие советские лётчики и авиационные специалисты действительно отмечали серьёзные конструктивные недостатки истребителя И-16 и его учебной модификации УТИ-4. В частности лётчик-испытатель Ю. К. Станкевич отмечал:

Вследствие неустойчивости самолёта даже небольшие продольные усилия «от себя», порядка 4-5 кг на установившихся режимах полёта для лётчика неприятны (утомляется рука). На фигурах возникают резкие перепады давления на ручку, неприятные для лётчика. Открытые щитки ухудшают продольную устойчивость и увеличивают усилия «от себя». При открытии щитков самолёт кабрирует, при уборке резко проваливается и имеет тенденцию к пикированию. …При переходе на большие углы атаки неустойчивость резко возрастает… При высоком выравнивании сваливается на правое крыло, эффект элеронов для парирования сваливания недостаточен.

Зинаида Чалая в своей книге воспроизводит мнение анонимного эксперта о самолёте УТИ-4 как о чрезвычайно чуткой машине, требующей исключительной бдительности во время полёта и пилотирования. Малейшая оплошность, легко поправимая на другом самолёте, на этой машине влекла за собой аварию и даже катастрофу. Неудивительно, что число лётных происшествий в 1939 году, по оценке Главного военного совета РККА, «достигло чрезвычайных размеров». Только за период с 1 января по 15 мая 1939 года в 34 авиакатастрофах погибло 70 лётчиков. За тот же период времени было зафиксировано 129 аварий, в которых разбит 91 самолёт. С октября 1938 года по май 1939 года ВВС страны потеряли пять Героев Советского Союза — Бряндинского, Чкалова, Губенко, Серова и Осипенко.
Ещё одной вероятной причиной катастрофы могла стать неудовлетворительная работа прибора «Пионер», являвшегося комбинированным указателем поворота и скольжения. Михаил Якушин вспоминал, что после первого вылета Полина Осипенко пожаловалась Серову на подозрительные показания прибора. Именно работу «Пионера» и планировал проверить Анатолий Константинович во время второго полёта. Неточные показания прибора в условиях слепого полёта вполне могли привести к штопору.

### Похороны

Похороны
Анатолия Серова и Полины Осипенко

Политдонесение о гибели комбрига А. К. Серова и майора П. Д. Осипенко, подписанное военкомом Центральных сборов по слепым полётам полковым комиссаром С. Першиным и содержащее результаты расследования Центральной аварийной комиссии, датировано 13 мая, но есть все основания считать, что выводы комиссии по линии НКВД и НКО СССР были доведены до членов правительства в день катастрофы, 11 мая, ещё до специального заседания политбюро ЦК ВКП(б). Тем не менее, нелицеприятная критика в адрес экипажа разбившегося самолёта никак не повлияла на решение высшего партийного руководства «принять на счёт государства» похороны Серова и Осипенко и захоронить их «на Красной площади у Кремлёвской стены». Для организации похорон Героев Советского Союза была создана специальная правительственная комиссия под председательством заместителя председателя СНК СССР Н. А Булганина, в которую вошли Маршал Советского Союза С. М. Будённый, начальник Политуправления РККА армейский комиссар 1 ранга Л. З. Мехлис, первый секретарь Московского горкома и Обкома ВКП(б) А. С. Щербаков, начальник ВВС РККА командарм 2 ранга А. Д. Локтионов, заместитель начальника ВВС РККА комкор Я. В. Смушкевич, лётчицы — Герои Советского Союза В. С. Гризодубова и М. М. Раскова.
12 мая в передовице газеты «Правда» была опубликована информация о гибели А. К. Серова и П. Д. Осипенко. Вечером того же дня, в 22 часа 30 минут, их тела были кремированы, а ранним утром 13 мая урны с прахом были выставлены в Колонном зале Дома Союзов. Проститься со знаменитыми лётчиками пришли более 170 тысяч человек, ещё несколько десятков тысяч москвичей и гостей столицы собрались на Красной площади, где должен был состояться траурный митинг. В 16 часов 30 минут траурная процессия двинулась от Колонного зала к мавзолею Ленина. Катафалки с чёрными урнами на своих плечах несли И. В. Сталин, А. Д. Локтионов, А. Ф. Горкин, А. А. Андреев, Г. М. Попов, Л. З. Мехлис, В. М. Молотов, В. И. Шевченко, другие руководители партии и правительства, видные военачальники. В небе над процессией пролетела авиационная группа, ведомая И. Т. Ерёменко, строй которой замыкала пилотажная группа Серова. После траурного митинга урны с прахом А. К. Серова и П. Д. Осипенко под артиллерийские залпы были замурованы в Кремлёвской стене.
Похороны Серова и Осипенко обошлись советской казне в 155216 руб. 60 коп. (при среднемесячной зарплате в СССР в 1938 году примерно в 289 руб.), причем из этой суммы 55712 руб. 97 коп. истратили на музыкальное оформление похорон (оно включало работу пяти оркестров).

### Личная жизнь
Анатолий Серов был женат на известной актрисе Валентине Васильевне Половиковой (1919—1975). Они познакомились 3 мая 1938 года на вечеринке у Анатолия Ляпидевского. Роман их был бурным и скоротечным. Через три дня Серов сделал Валентине предложение, и 11 мая 1938 года, на девятый день знакомства, они расписались. Медовый месяц провели в Ленинграде. Жили в гостинице «Европейская». Там же прошла шуточная церемония бракосочетания. Молодых венчал переодетый в священника друг Серовых Никита Богословский, шаферами стали Михаил Якушин и Борис Смирнов, на роль мальчика с образом выбрали писателя Бориса Ласкина, который благословил брачующихся портретом Николая Крючкова.
Серов имел квартиру в посёлке Чкаловский, но привести туда молодую жену он не мог. Вместе с Анатолием в Подмосковье жили родители и младшие сёстры (на Урале остался только брат Евгений). Поэтому на лето он арендовал дачный домик в Архангельском. Затем молодые снимали номер в гостинице «Москва». В сентябре 1938 года Серову выделили квартиру в жилом доме жилищного кооператива «Военный строитель» (Лубянский проезд, 17), ту самую, которая ранее принадлежала репрессированному маршалу А. И. Егорову.
3 мая 1939 года в кругу друзей Анатолий и Валентина отметили годовщину знакомства, а на вечер 11 мая была запланирована вечеринка по случаю первой годовщины бракосочетания. Но утром того дня Анатолий Серов разбился. 14 сентября, через четыре месяца после гибели мужа, Валентина Серова родила сына, которого назвала Анатолием. Судьба единственного сына «крылатого комбрига» не сложилась.

Ему исполнилось двенадцать. Он плохо учился, плохо себя вёл, был, что называется, трудным подростком, а возможно, имел какие-то проблемы с психикой… А может быть, Толя был просто избалованным, а может просто неприсмотренным. Так или иначе, он был трудным. Ни у Валентины, ни у Симонова не хватило воспитательского таланта и души на то, чтобы его выправить. И мальчик оказался словно в стороне от их семейного счастья. Кончилось для него всё плохо: Толя Серов начал пить, ограбил и поджёг чужую дачу, оказался в колонии. Потом мыкался по провинции, спивался и, видимо, все-таки был не в себе, потому что был пироманом — регулярно устраивал поджоги, и его снова сажали. Близкие Анатолия Серова пытались позаботиться о нём, но не справились. Винили во всём Валентину, но её собственная жизнь тоже летела под откос и ей было не до Толи…
Анатолий Анатольевич Серов умер в июне 1975 года, немного не дожив до своего тридцатишестилетия. Похоронен в Монино.

## Список известных побед А. К. Серова в Испании
| №  | Дата       | Тип самолёта  | Место боя | примечание                        |
| -- | ---------- | ------------- | --------- | --------------------------------- |
| 1  | 06.07.1937 | Fiat CR.32    | Брунете   | в паре с М. Н. Якушиным           |
| 2  | 07.07.1937 | Fiat CR.32    | Мадрид    | с М. Н. Якушиным и И. Т. Ерёменко |
| 3  | 07.07.1937 | Fiat CR.32    | Мадрид    |                                   |
| 4  | 07.07.1937 | Fiat CR.32    | Мадрид    |                                   |
| 5  | 24.07.1937 | Dornier Do 17 | Брунете   |                                   |
| 6  | 27.07.1937 | Junkers Ju 52 | Мадрид    | в ночное время                    |
| 7  | 22.08.1937 | Romeo Ro.37   | Уэрва     | в группе                          |
| 8  | 22.08.1937 | Romeo Ro.37   | Уэрва     | в группе                          |
| 9  | 22.08.1937 | Romeo Ro.37   | Уэрва     | в группе                          |
| 10 | 08.1937    | Dornier Do 17 | Сарагоса  | в паре с В. Короузом              |
| 11 | 12.10.1937 | Junkers Ju 52 | Сарагоса  | с Е. Н. Степановым и И. А. Финном |

## Награды и звания
- Звание Героя Советского Союза с вручением ордена Ленина № 3596 (02.03.1938)[4];
- два ордена Красного Знамени (31.07.1937 № 94, 02.10.1937 № 1313)[5];
- медаль «XX лет Рабоче-Крестьянской Красной Армии» (24.01.1938)[5].
- почётный гражданин города Серова (13.09.1979)[! 25][252][253][254].
- памятная медаль советского комитета ветеранов войны «Участнику национально-революционной войны в Испании 1936—1939 гг.»[255].

## Память

Бюст в городе Серове

Бюст в Краснодаре

- В целях увековечения памяти Героя Советского Союза комбрига А. К. Серова указом Президиума Верховного Совета СССР от 7 июня 1939 года город Надеждинск был переименован в город Серов[1]. 11 мая 1949 года, в десятую годовщину гибели Серова, в сквере у металлургического завода был установлен бюст лётчика работы скульптора М. П. Крамского и архитектора Г. П. Беспамятных (ныне находится по адресу: улица Ленина, 167)[256]. Именем Анатолия Серова назван проспект в микрорайоне Сортировка[234]. Его имя увековечено на мемориальном стенде серовцев — Героев Советского Союза у военного комиссариата (улица Зелёная, 28).
- Бюст Анатолия Серова установлен в Краснодаре на территории Краснодарского высшего военного авиационного училища лётчиков, носящего его имя (улица Дзержинского, 135)[257]. 7 ноября 2016 года на территории Краснодарского ВВАУЛ была открыта Аллея героев-авиаторов, на которой также установили бюст А. К. Серова[258].
- В посёлке Воронцовка Свердловской области на доме, где родился А. К. Серов (улица Северная, 23), установлена мемориальная доска с барельефом лётчика и текстом: «В этом доме родился лётчик-испытатель Герой Советского Союза Анатолий Константинович Серов 1910—1939»[259].
- Имя комбрига А. К. Серова увековечено на мемориале Героев в городе Вольске (территория Вольского филиала Военной академии материально-технического обеспечения имени А. В. Хрулёва)[5].
- В посёлке Чкаловском на фасаде дома по адресу: улица Ленина, 7, установлена мемориальная доска с текстом: «В этом доме жил с 1938 по 1939 г. Герой Советского Союза Серов Анатолий Константинович»[5].
- В городе Карпинске, на доме, где жила семья Серовых (улица Республики, 89) установлена мемориальная доска с текстом: «В этом доме прошли детские годы [1918—1923] прославленного лётчика Героя Советского Союза Серова Анатолия Константиновича». Одна из улиц города носит его имя[260].
- В честь Серова названы площадь и улица города Омска[261]. Также его именем названы улицы, проспекты и переулки в Архангельске[262], Балаково[263], Билярске[264], Витебске[265], Вольске[266], Воронеже[267], Зее[268], Ижевске[269], Ирбите[270], Краснотурьинске[271], Лиде[272], Минске[273], Новокузнецке[274], Перми[275], Рыбинске[276], Саратове[277], Свободном[278], Ставрополе[279], Твери[280], Шимановске[281], Щёлково[282], Электростали[283], Элисте[284], Ярославле[285], других городах и населённых пунктах.
- На месте гибели лётчика, в деревне Высокое Рязанской области, 27 мая 1972 года был открыт обелиск[5][286].
- Памяти А. К. Серова посвящено стихотворение советского поэта Михаила Матусовского «Переменится мир, и пройдёт бесконечное время…»[240].

Мемориальная табличка в Карпинске

- В 2002 году Почтой России был выпущен маркированный конверт, посвящённый городу Серову, с изображением установленного в нём бюста А. К. Серова и надписью «г. Серов Свердловской области. Памятник А. К. Серову» (художник Г. Раков)[204][287]. В 2010 году в честь 100-летия со дня рождения А. К. Серова были выпущены почтовая марка (№ 1387, художник Р. Комса)[288] и конверт первого дня (№ 1612. 100 лет со дня рождения А. К. Серова (1910—1939), дизайнер Р. Комса)[289]. Также в Москве спецгашением (№ 2ш-2010. А. К. Серов (1910—1939 гг.). 100 лет со дня рождения[290]) были погашены неофициальные картмаксимумы, посвящённые 100-летию лётчика[291].

## Отзывы и мнения
Нашим кумиром был Анатолий Серов, командир эскадрильи И-15. Мы знали его как одного из умелых и вдумчивых лётчиков-добровольцев. Он по праву считался мастером воздушного боя с немецкими и итальянскими лётчиками. Толя был отзывчив, очень вежлив в обращении с товарищами, жизнерадостен. С его симпатичного лица не сходила улыбка, а глаза излучали теплоту.— Герой Советского Союза генерал-майор А. И. Гусев.

Я всегда замечал, что люди, знавшие Серова, говорили о нём с искренним удовольствием. Даже человек меланхоличный, вялый оживлялся, вспоминая об Анатолии, словно в самом воспоминании о человеке мощной, редкой энергии была какая-то будоражащая сила.

…риск, вернее, безбоязненное стремление к риску всегда жило в Серове, проявлялось в его дерзких и неожиданных, почти неповторимых подвигах. Он был лётчиком-новатором, а новые пути всегда таят неизвестность.
— Герой Советского Союза генерал-майор Б. М. Смирнов.

Среди многих тысяч замечательных военных лётчиков нашей страны Анатолий Серов был лучшим военным лётчиком-истребителем. Такую оценку А. К. Серову дала вся масса лётного состава. Его знали все военные лётчики, им гордились, его бесконечно любили, стремились подражать и учиться у него, желая стать таким же лётчиком, каким был Серов. Чтобы иметь такую огромную популярность и получить такую высокую оценку мастеров советской авиации, надо обладать большим лётным талантом, твёрдой волей, бесстрашием, храбростью и отличным знанием авиационной техники. Этими качествами в полной мере обладал А. К. Серов, и потому он так резко выделялся среди всего лётного состава. На войне в борьбе с врагами Серов показал классические образцы воздушных боёв, Он не знал поражений и из каждого воздушного боя выходил победителем. На примерах и опыте воздушных боёв Серова учится и будет учиться весь лётный состав Военных Воздушных Сил Красной Армии.— Дважды Герой Советского Союза, командарм Я. В. Смушкевич.

На фронте все знали: есть среди нас человек, к которому все тянутся в трудную минуту. Этим человеком был Серов. Я просто не могу объяснить почему, но, когда мы летели на боевую операцию, я, в преддверии боя, всегда подходил к Серову под крыло и прижимался к нему плотнее. Вот есть такая вера в человека, в то, что он тебя не подведёт и всегда выведет из любого сражения живым и невредимым, а противника разгромит…

Серов во многом был похож на Чкалова. Простота, скромность, прямодушие, безумная храбрость в сочетании с совершенным владением техникой, глубочайший патриотизм, стремление передать свой опыт другим — вот что роднило Чкалова и Серова… Анатолий был мастером воздушного боя. Лётчик-истребитель, он не ограничивался непосредственной практикой, но постоянно искал и находил новое, обобщал опыт, смотрел далеко вперёд. Ни у Чкалова, ни у Серова не было ни тени эгоизма и тщеславия. Свои находки, достижения, опыт они немедленно передавали другим. Руководила ими любовь к советской авиации, любовь к Родине.— Генерал-майор авиации М. Н. Якушин.

## Образ А. К. Серова в культуре
В 1939 году в популярной биографической серии ЖЗЛ вышла книга о Серове авторства Зинаиды Чалой (дополненное переиздание в 1955).
Анатолий Серов является главным действующим лицом пьесы А. Ю. Вилинского-Боголюбова «Смелое сердце». Героическая драма в трёх действиях была впервые поставлена на сцене Свердловского театра юного зрителя в 1958 году.
В 1977 году на сцене Серовского драматического театра имени А. П. Чехова была поставлена пьеса В. Карасёва «Легенда об Икаре», главным героем которой также является А. К. Серов.
Анатолий Серов является прототипом лётчика Анатолия Седова, одного из персонажей телесериала «Звезда эпохи» (режиссёр Юрий Кара, 2005 год), которого сыграл Сергей Жигунов.
Анатолий Серов является прототипом лётчика-испытателя и Героя Советского Союза Анатолия Коврова, одного из персонажей фильма «Любовь Советского Союза» (режиссёры Никита Высоцкий и Илья Лебедев, 2024 год), которого сыграл Кирилл Кузнецов.

## Комментарии
1. ↑  Ныне в составе города Краснотурьинска Свердловской области.
2. ↑  Агния Константиновна Серова в своих воспоминаниях приводит сведения только о двух братьях своего отца — Иване и Михаиле.
3. ↑  В то время добраться до Покровского рудника можно было только по узкоколейной железной дороге.
4. ↑  Сам Анатолий Серов в своей автобиографии пишет, что на Покровский рудник семья переехала в 1911 году.
5. ↑  Дом в посёлке при каменоломне (сейчас посёлок называют Ворошиловским), где жили Серовы, находился на правом берегу Турьи в том месте, где в неё впадает речка Антипка.
6. ↑  До поступления в Вольскую школу лётчиков и авиатехников Анатолий Серов видел самолёт всего два раза, первый раз — во время учёбы в Богословске (это был старый «Фарман», низко пролетевший над посёлком), второй — когда учился в школе ФЗУ в Надеждинске.
7. ↑  Шестой класс Анатолий Серов не окончил в связи с переездом в Надеждинск.
8. ↑  В школе ФЗУ А. К. Серов учился с 1926 по 1929 год.
9. ↑  За победу в гонке лыжники из Надеждинска были награждены денежной премией и памятными жетонами с надписью «Первый уральский звёздный лыжный пробег».
10. ↑  Три-четыре лошади с верховыми ставили в ряд, к хомутам привязывались верёвки, за которые держался лыжник. Лошадей пускали в галоп, а задача лыжника состояла в том, чтобы удержаться за лошадьми и прийти к финишу первым. Забеги осуществлялись как по ровной, так и по пересечённой местности с естественными или искусственными горками-трамплинами.
11. ↑  Текущий ремонт мартеновской печи после очередной плавки.
12. ↑  Серов хорошо играл на гитаре.
13. ↑  В Москве в это время жила старшая сестра Анатолия, Ксения, которая работала кассиром в клубе ВВА имени профессора Жуковского.
14. ↑  З. А. Чалая в своей книге пишет, что имя Родриго Матео Серов получил уже в Испании, однако это не коррелирует с воспоминаниями Бориса Смирнова, согласно которым советские лётчики уже имели испанские паспорта при посадке на теплоход в Севастополе.
15. ↑  С. И. Шингарёв в списке эскадрильи И-15 называет другого американского лётчика, Альберта Баумлера, однако большинство других источников приводят фамилию именно Гарольда Даля. Согласно очерку В. Станцева, в эскадрилье было два американца.
16. ↑  Аэродром находился где-то в районе Мурсии.
17. ↑  Согласно некоторым источникам, общее руководство группой «ночников» с первых дней осуществлял Серов. На самом деле командовал ей сначала старший по должности Виктор Кузнецов (В. В. Кузнецов занимал должность заместителя командира эскадрильи и, вероятно, имел воинское звание капитана, в то время как Серов был командиром звена). Тем не менее, как отмечает Борис Смирнов, вся ответственность за организацию и проведение ночных полётов лежала на Серове, как на их инициаторе. После отъезда Кузнецова и Сорокина в СССР командиром отряда назначили Серова, а уехавших лётчиков заменили Евгений Антонов и Николай Соболев.
18. ↑  Сам Серов отделался лёгкими ушибами.
19. ↑  Дата приведена согласно С. В. Абросову. В то же время в списке побед А. К. Серова имеются сведения о 3 сбитых 22 августа Rо.37. Возможно, речь идёт об одном и том же бое, но в одном случае дата указана неверно.
20. ↑  Согласно данным Шингарёва, в воздушном бою над Вильямайором «серовцы» сбили два «Фиата» и один «Ромео», который пилотировал командующий бомбардировочной группой Арагонского фронта Перес Пардо, бывший штурман командующего ВВС Испанской Республики И. И. Сиснероса.
21. ↑  Вероятно, речь идёт об испанском лётчике Карлосе Байо Алессандри (Carlos Bayo Alessandri).
22. ↑  Аэродром находился в 16 километрах к западу от Сарагосы к югу от одноимённой деревушки. Сейчас в том районе находится военная авиабаза, примыкающая к территории международного аэропорта «Сарагоса» (координаты на Wikimapia 41°40’08"N 01°01′50″W Архивная копия от 29 января 2015 на Wayback Machine).
23. ↑  Командование истребительной авиагруппой И-15 Серов передал своему преемнику Евгению Степанову ещё 14 декабря 1937 года.
24. ↑  По другим данным (информация на сайте патриотического интернет-проекта «Герои страны», справочник «Герои Советского Союза») окончил Курсы усовершенствования командного состава при этой академии в 1939 году.
25. ↑  За особые заслуги, героизм и мужество, проявленные при выполнении специального задания Родины (посмертно).

## Документы
- Приказ о мерах по предотвращению аварийности в частях Военно-Воздушных Сил РККА № 070 4 июня 1939 года.

## Другие источники
- Серов А. К. Автобиография. — НСА МБУК «Серовский исторический музей». Дело 102. Т. 3, 1938.

## Аудио- и видеоматериалы
- Звукозапись речи А. К. Серова.
- Анатолий Константинович Серов (видео).